# تشهار باغ مركزي (مقاطعة دليجان)
تشهار باغ مركزي (بالفارسية: چهار باغ) هي مستوطنة تقع في قسم هستيجان الريفي (مقاطعة دليجان) في إيران.